# Gnophomyia lata
Gnophomyia lata är en tvåvingeart som beskrevs av Alexander 1943. Gnophomyia lata ingår i släktet Gnophomyia och familjen småharkrankar.
Artens utbredningsområde är Peru. Inga underarter finns listade i Catalogue of Life.